# 科斯托博布里夫

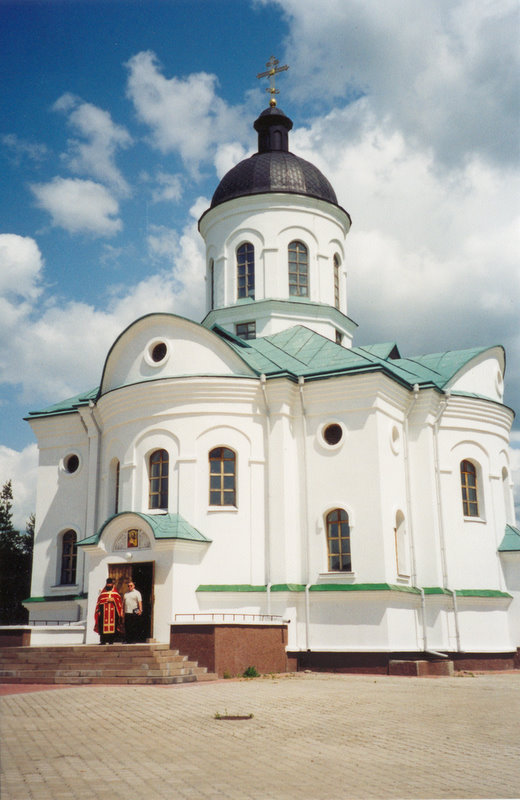

科斯托博布里夫（烏克蘭語：Костобобрів），是烏克蘭北部的村莊，隸屬切爾尼希夫州的諾夫霍羅德-錫韋爾斯基區。該村始建於1200年，面積2.63平方公里，海拔高度165米，251。
52°14′23″N 32°56′14″E / 52.23972°N 32.93722°E